# Orvault
Pour les articles ayant des titres homophones, voir Orveau et Orvaux.
Orvault [ɔʁvo]  est une commune de l'Ouest de la France, située dans le département de la Loire-Atlantique, en région Pays de la Loire ; elle fait partie du Pays nantais en Bretagne historique.
Commune rurale jusque dans les années 1950, elle connaît alors, sous l'influence de Nantes dont elle est limitrophe, une explosion démographique jusqu'à la fin des années 1970. Sa population s'est ensuite stabilisée jusque dans les années 2010 avant de connaître une nouvelle hausse soutenue. Malgré la pression foncière, l'agriculture reste vivace sur la commune au début du XXIe siècle.

## Géographie

### Situation

Situation de la commune d'Orvault dans le département de la Loire-Atlantique.

Orvault est situé dans la vallée du Cens, à 7 km au nord-ouest du centre de Nantes, à proximité du début de la voie express Nantes-Rennes.

### Communes limitrophes
Les communes limitrophes sont Treillières, Nantes, Saint-Herblain, Sautron et Vigneux-de-Bretagne.
| Vigneux-de-Bretagne |                | Treillières |
| Sautron             | Orvault        |             |
|                     | Saint-Herblain | Nantes      |

### Géologie
Le territoire de la commune fait partie du Massif armoricain. Non loin d'Orvault, au Sud-Ouest, s'étend le Sillon de Bretagne, qui est un accident géologique majeur, résultant du plissement hercynien.
Le sous-sol de la commune est globalement composé de deux larges bandes d'axe Sud-Est – Nord-Ouest. Au sud, on trouve des micaschistes ; au Nord, du granite. Sur de larges zones, le sol est recouvert d'une couche pouvant atteindre environ un mètre d'épaisseur de sables et limons déplacés par l'action du vent. Ces dépôts, communs dans toute la région, datent de la dernière glaciation du Quaternaire. Lorsque cette couche superficielle n'est pas présente, c'est à cause de l'érosion. Par endroits, des dépôts de sables rouges et de graviers sont les témoignages du Pliocène, alors que la zone était recouverte par la mer. Le sol des vallons est composé de dépôts d’alluvions.

### Relief et hydrographie
Le territoire d'Orvault est un plateau situé aux alentours de 60 mètres, culminant à 74 mètres, et marqué par le creusement de deux vallées par le Cens, affluent de l'Erdre, coulant d'Ouest en Est, et la Rousselière, ruisseau du Cens coulant du Nord vers le Sud. L'altitude la plus basse de la commune est de 8 m, dans le quartier du pont du Cens, à la limite avec Nantes.
Orvault est située dans le bassin versant de la Loire. Le ruisseau de la Rousselière parcourt le Nord de la commune, où se trouve la totalité de son bassin versant. Celui-ci recèle plusieurs étangs. Le ruisseau se jette dans le Cens au Sud du bourg. Le Cens, affluent de l’Erdre, qui est affluent de la Loire, prend sa source à Vigneux-de-Bretagne, parcourt Sautron puis le sud d'Orvault, en direction de l'est avant le bourg, puis en direction du sud-est. Il mesure 23 km de longueur, a un très faible débit et est parfois à sec.

### Climat
Pour des articles plus généraux, voir Climat des Pays de la Loire et Climat de la Loire-Atlantique.
En 2010, le climat de la commune est de type climat océanique franc, selon une étude du CNRS s'appuyant sur une série de données couvrant la période 1971-2000. En 2020, Météo-France publie une typologie des climats de la France métropolitaine dans laquelle la commune est exposée à un climat océanique et est dans la région climatique  Bretagne orientale et méridionale, Pays nantais, Vendée, caractérisée par une faible pluviométrie en été et une bonne insolation. 
Pour la période 1971-2000, la température annuelle moyenne est de 12 °C, avec une amplitude thermique annuelle de 13,4 °C. Le cumul annuel moyen de précipitations est de 798 mm, avec 12,9 jours de précipitations en janvier et 6,3 jours en juillet. Pour la période 1991-2020, la température moyenne annuelle observée sur la station météorologique de Météo-France la plus proche, « Nantes-Bouguenais », sur la commune de Bouguenais à 10 km à vol d'oiseau, est de 12,7 °C et le cumul annuel moyen de précipitations est de 819,5 mm,. Pour l'avenir, les paramètres climatiques de la commune estimés pour 2050 selon différents scénarios d'émission de gaz à effet de serre sont consultables sur un site dédié publié par Météo-France en novembre 2022.

### Voies de communication et transports

#### Réseau routier
La commune est bordée à l’Est par la RN137 (dite « route de Rennes »). Au Sud-Ouest, la RN165 (dite « route de Vannes ») prend naissance sur le territoire d'Orvault, au niveau du boulevard périphérique de Nantes. Celui-ci traverse le Sud-Est d'Orvault, qui est desservie par deux portes : la porte de Rennes (sortie 37), partiellement sur le territoire de la commune, et la porte d'Orvault (sortie 36). Entre ces deux portes, le flux routier est très dense, cet axe étant commun aux liaisons nationales Paris-Bretagne Sud et Rennes-Bordeaux, aux liaisons de l'aire urbaine nantaise, et même aux liaisons internes à la ville.
Le bourg est traversé dans un axe sud-ouest/nord-est par la D 75 reliant Saint-Herblain à La Chapelle-sur-Erdre, et dans un axe nord-ouest/sud-est par la D 42 reliant Vigneux-de-Bretagne à Nantes. La fréquentation automobile y est jugée trop importante.

#### Voies ferroviaires
Aucune voie ferrée ne parcourt la commune.

#### Transports en commun
La communauté urbaine Nantes Métropole dispose d'un réseau de transports en commun géré par la Semitan. Deux des trois lignes du tramway nantais desservent la commune d'Orvault :
- la ligne 2 : le terminus de la ligne est situé à Orvault ─ Grand Val, puis la ligne dessert la station Le Cardo avant d'entrer dans la commune de Nantes ;
- la ligne 3 : elle dessert les quartiers « Beauséjour », « Plaisance » et « Petit Chantilly »[P 6].

La commune est également desservie par 2 lignes Chronobus (C2 et C20) et par 6 lignes de bus (50, 59, 69, 79, 89 et 96) du réseau Naolib.
La commune est aussi desservie par des lignes du réseau régional Aléop : les lignes 300, 309, 310, 311 et 322 desservent la station Le Cardo de la ligne 2, et les lignes 320, 322 et 371 desservent le lycée Nicolas Appert et le centre d'Orvault pour la ligne 371.
Le sud de la commune est bien pourvu en transports en commun. De l'aveu même de Nantes Métropole dans le plan local d'urbanisme de 2007, le Nord et l'Ouest sont plutôt insuffisamment desservis. Se pose notamment le problème de la desserte des hameaux et des villages. Le pendant de ces manques est un taux de motorisation des ménages plus élevé qu'il ne le faudrait.

## Urbanisme

### Typologie
Au 1er janvier 2024, Orvault est catégorisée grand centre urbain, selon la nouvelle grille communale de densité à sept niveaux définie par l'Insee en 2022.
Elle appartient à l'unité urbaine de Nantes, une agglomération intra-départementale regroupant 22  communes, dont elle est une commune de la banlieue,,. Par ailleurs la commune fait partie de l'aire d'attraction de Nantes, dont elle est une commune du pôle principal,. Cette aire, qui regroupe 116 communes, est catégorisée dans les aires de 700 000 habitants ou plus (hors Paris),.

### Occupation des sols
L'occupation des sols de la commune, telle qu'elle ressort de la base de données européenne d’occupation biophysique des sols Corine Land Cover (CLC), est marquée par l'importance des territoires agricoles (57,4 % en 2018), en diminution par rapport à 1990 (61,8 %). La répartition détaillée en 2018 est la suivante : 
zones agricoles hétérogènes (40,6 %), zones urbanisées (23,4 %), zones industrielles ou commerciales et réseaux de communication (9,7 %), terres arables (8,8 %), prairies (8,1 %), forêts (6,7 %), espaces verts artificialisés, non agricoles (2,7 %). L'évolution de l’occupation des sols de la commune et de ses infrastructures peut être observée sur les différentes représentations cartographiques du territoire : la carte de Cassini (XVIIIe siècle), la carte d'état-major (1820-1866) et les cartes ou photos aériennes de l'IGN pour la période actuelle (1950 à aujourd'hui).

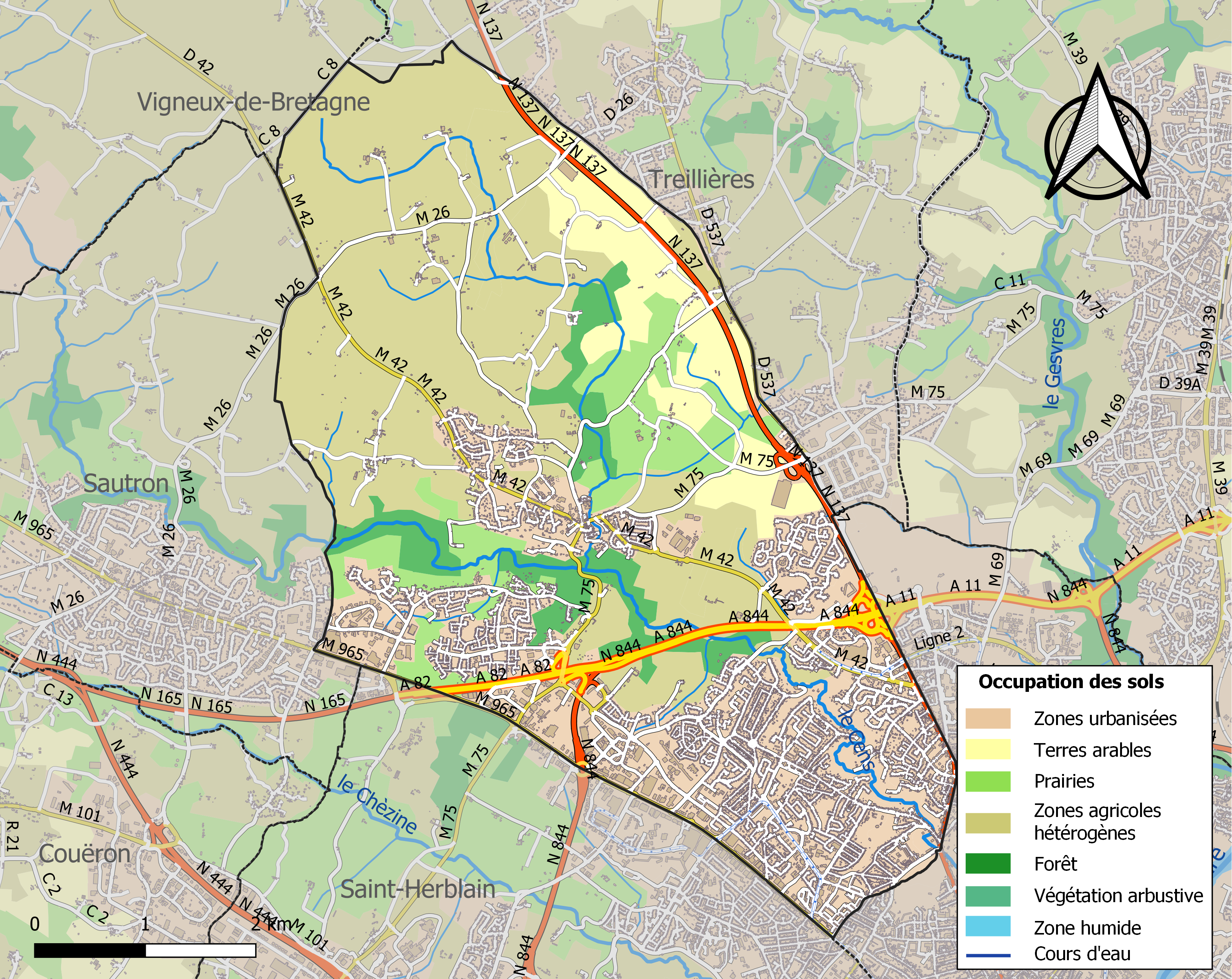
Carte des infrastructures et de l'occupation des sols de la commune en 2018 (CLC).

### Morphologie urbaine
Jusqu'à la Première Guerre mondiale, Orvault est une commune rurale. La propriété des terres est passée de l'aristocratie à la bourgeoisie au fil du temps, mais la structure des domaines reste celle de grandes propriétés. De l'Ancien Régime, Orvault conserve quelques traces architecturales, notamment des édifices religieux. Bien plus grande est la marque des aménagements et constructions des riches négociants et armateurs nantais, qui au XVIIIe siècle apportent à Orvault l'architecture des hôtels particuliers de Nantes. Cet apport se poursuit au XIXe siècle, avec une architecture différente.
Au XIXe siècle, le bourg d'Orvault est très réduit, compte une centaine d'habitants et une douzaine de maisons autour de l'église. Entouré de grandes propriétés foncières qui empêchent son développement, il ne s'étend qu'après 1968. La partie de bâti ancien dans la commune actuelle est donc très circonscrite.
L'extension urbaine de Nantes atteint le territoire d'Orvault à partir de 1920. Le sud-est de la commune s'urbanise par à-coup, à l'occasion de la vente d'une demeure bourgeoise entourée de vastes terrains. Le premier lotissement est exploité par l'homme d'affaires Alexandre Goupil, au Petit-Chantilly. Cette opération est un échec commercial, mais elle configure l'évolution urbaine qui suit, la rue Félix Vincent devenant un axe de développement. C'est le long de cette voie que les logements se construisent, dans une période où l'expansion urbaine n'est plus pensée au niveau de chaque commune, mais à celui l'agglomération nantaise tout entière. Avant la Seconde Guerre mondiale, l'exode rural draine vers Nantes de nombreux paysans. Ceux qui le peuvent achètent de petits jardins au Joli-Mai et au Petit-Chantilly. Après les bombardements sur Nantes, l'urgence de la reconstruction provoque l'urbanisation de ces jardins.
L'urbanisation s'accélère à partir de 1962. Des quartiers de logements collectifs sont construits à Plaisance, au Bois-Saint-Louis, et près du parc de la Gaudinière. Ces immeubles sont construits près des grands axes de circulation : route de Vannes, route de Rennes. La limite urbaine entre Nantes et Orvault a dès lors disparu. Dans les années 1970, l'urbanisation gagne vers le nord : la Bugallière, le Bois-Raguenet sont lotis. L'extension du bourg survient dans les années 1980. La création du boulevard périphérique de Nantes crée une coupure urbaine.
En 2007, le territoire d'Orvault, qui couvre 2 767 hectares garde une large portion rurale, avec une zone agricole de 1 040 hectares, qui échappe aux constructions isolées et bénéficie d'une mise en valeur par l'agriculture, et 710 hectares d'espaces naturels. Les zones urbanisées, qui couvrent 28 % du territoire, sont réparties en quatre zones distinctes :
- la continuité urbaine de Nantes, divisée en deux parties (le Petit-Chantilly et la Mulonnière) par la vallée du Cens, structurée par de grands ensembles commerciaux, Orvault-Grand-Val et le Forum-d'Orvault ;
- le Bourg-d'Orvault, récemment étendu en direction du nord-ouest ;
- la Bugallière, entre la vallée du Cens et le périphérique ;
- le Bois-Raguenet, entre le périphérique et la route de Rennes.

### Logement
En 2009, l'Insee dénombrait dans la commune un total de 10 851 résidences reparties en 10 461 résidences principales, 47 résidences secondaires et 344 logements vacants. Toujours en 2009, 7 106 ménages étaient propriétaires de leur résidence principale, 3 282 en étaient locataires (dont 1 414 dans un logement HLM) et 73 y étaient logées gratuitement. En 2008, la moitié des résidences avaient été construites depuis 1975.
|                        | 1968  | 1975  | 1982  | 1990  | 1999  | 2009   |
| Résidences principales | 3 786 | 5 966 | 7 426 | 8 188 | 9 127 | 10 461 |
| Résidences secondaires | 51    | 137   | 73    | 116   | 83    | 47     |
| Résidences vacantes    | 94    | 374   | 198   | 267   | 276   | 344    |

## Toponymie
Le nom du village apparaît pour les formes Ormedo (plebs) en 848-849, ; Orsvaldum en 1028  (Cartulaire du Ronceray) ; Oisraldum au XIe siècle (donation du comte Budic de Nantes et de son épouse Adoïc ou Havoïse à l'abbaye Sainte-Marie de la Charité à Angers) ; de Aureis Vallibus vers 1050 ; Orsvaldum en 1123 (charte de Louis le Gros). La forme moderne Orvault apparaît dès 1287,,.
Le nom d'Orvault se réfèrerait à la fertilité de sa vallée, et signifierait « vallée d'or », comme le montre la forme latinisée mentionnée vers 1050. Il s'agirait d’un composé basé sur deux éléments : l’ancien adjectif féminin pluriel oires « d'or, doré » et vaus « vaux », pluriel de val « vallée », le terme val étant souvent féminin en toponymie,. Albert Dauzat compare avec les nombreux autres Orvaux, Orveau, Orival ayant le même sens. Cependant, Ernest Nègre et lui ne se fondent que sur une seule forme car ils n'en connaissent vraisemblablement pas d'autres, or, celles-ci sont phonétiquement incompatibles avec cette explication. Dans ce cas Orvault « val doré » est sans doute la réinterprétation d'un toponyme antérieur.
Orvault possède un nom en gallo, la langue d'oïl locale, écrit Orvao selon l'écriture MOGA et Orvaod selon l'écriture ABCD. En gallo, le nom de la commune se prononce [ɔʁvaʊ].

## Histoire

### Antiquité
Des traces d'occupation du Néolithique ont été découvertes au lieu-dit le Mail-le champ du bas. Non loin de là, au lieu-dit du Mail-la Patache, des vestiges ont permis d'attester la présence d'un site de fabrication de céramique, en activité à l'âge du fer et pendant la période gallo-romaine. Le territoire sur lequel se trouve la commune actuelle était traversé par une voie romaine reliant Blain à Nantes.

### Moyen Âge
La première église, fondée par des disciples d'Hermeland d'Indre (saint Hermeland, ou saint Herblain), date de la fin du VIIIe siècle. Elle est placée sous la protection de l'évêque d'Autun, saint Léger. La première mention de la paroisse, en 848-849, la présente sous le nom d'Ormedo.
Dans le système féodal, le territoire fait partie jusqu'à la Révolution du comté et de la sénéchaussée de Nantes. En 851, la région passe sous contrôle breton, faisant partie du royaume puis du duché de Bretagne.
Les premiers seigneurs du lieu sont les membres de la famille du Pé, demeurant au Plessis. En 1360, Alain Bourigan du Pé épouse Alix de La Lande, dame d'honneur de l'épouse de Louis Ier de Naples, Marie de Blois, duchesse d'Anjou et reine de Sicile. Le fils d'Alain et Alix, Jean, est seigneur d'Orvault.
De cette période, la Maison forte de la Salle/les pâtures est la seule bâtisse à être parvenue à subsister en partie au XXIe siècle.

### De la Renaissance à la Révolution
En 1532, à la suite de l'union de la Bretagne à la France, Orvault est intégrée au royaume de France.

### XIXesiècle
Orvault est un village rural, son bourg est constitué d'une trentaine de maisons. L'activité agricole est dominée par le battage, la culture du lin et du blé noir

### Depuis leXXesiècle
L'urbanisation de la commune commence dans les années 1920.
Lors de la Seconde Guerre mondiale, Orvault se situait dans la zone occupée par l'armée allemande. Après l'exécution de Karl Hotz, deux membres du commando de résistants, Gilbert Brustlein et Marcel Bourdarias, trouvent refuge au Petit-Chantilly, dans une des planques utilisées par Marcel Paul pour stocker du matériel de guerre pour la Résistance.
À la suite des bombardements des 16 et 23 septembre 1943 ayant frappé Nantes, Orvault accueille 5 000 réfugiés.
L'urbanisation s'accélère dans les années 1960, la commune dépasse les vingt mille habitants en 1975, multipliant sa population par dix en cinquante ans.
En février et mars 2017, la commune est marquée par l'affaire de la disparition de la famille Troadec.

## Politique et administration

### Rattachements administratifs et électoraux

#### Circonscriptions de rattachement
Orvault appartient à l'arrondissement de Nantes et au canton de Saint-Herblain-2 depuis le redécoupage cantonal de 2014. Avant cette date, elle a appartenu aux cantons suivants : La Chapelle-sur-Erdre (1801-1982) et Orvault (1982-2015).
Pour l'élection des députés, la commune fait partie de la première circonscription de la Loire-Atlantique, représentée de juin 2022 à 2024 par Mounir Belhamiti (RE). Auparavant, elle a successivement appartenu à la 2e circonscription de la Loire-Inférieure (1919-1928), la 4e circonscription de Nantes (1928-1940) et la 4e circonscription (1958-1986).

#### Intercommunalité
La commune appartient à Nantes Métropole depuis sa création le 15 mars 1982. Orvault faisait alors partie des 19 communes fondatrices du Syndicat intercommunal à vocations multiples de l'agglomération nantaise (SIMAN) qui a pris sa dénomination actuelle le 1er janvier 2004. Elle y est représentée par quatre élus communautaires dont le maire.
Orvault fait aussi partie du Pays de Nantes au sens de la loi Voynet.
| Élections                  | Élections                     | Circonscription électorale | Élu de la circonscription        | Élu de la circonscription | Élu de la circonscription | Élu de la circonscription |
| Niveau                     | Type                          | Circonscription électorale | Titre                            | Nom                       | Début de mandat           | Fin de mandat             |
| -------------------------- | ----------------------------- | -------------------------- | -------------------------------- | ------------------------- | ------------------------- | ------------------------- |
| Commune / Intercommunalité | Municipales et communautaires | Orvault                    | Maire                            | Jean-Sébastien Guitton    | 2020                      | 2026                      |
| Commune / Intercommunalité | Municipales et communautaires | Nantes Métropole           | Présidente de l'intercommunalité | Johanna Rolland           | 2020                      | 2026                      |
| Département                | Départementales               | Canton de Saint-Herblain-2 | Conseiller départemental         | Laurent Dubost            | 2021                      | 2028                      |
| Département                | Départementales               | Canton de Saint-Herblain-2 | Conseillère départementale       | Farida Rebouh             | 2021                      | 2028                      |
| Région                     | Régionales                    | Région Pays de la Loire    | Présidente du conseil régional   | Christelle Morançais      | 2021                      | 2028                      |
| Pays                       | Législatives                  | Première circonscription   | Député                           | Karim Benbrahim           | 2024                      | 2029                      |

#### Institutions judiciaires
Sur le plan des institutions judiciaires, la commune relève du tribunal judiciaire (qui a remplacé le tribunal d'instance et le tribunal de grande instance le 1er janvier 2020), du tribunal pour enfants, du conseil de prud’hommes, du tribunal de commerce, du tribunal administratif et de la cour administrative d'appel de Nantes ainsi que de la cour d'appel de Rennes.
En 2007, un établissement pénitentiaire pour mineurs de 60 places est construit sur la commune, entre le quartier du Bois Raguenet et la route de Rennes.

### Administration municipale
Le nombre d'habitants au dernier recensement étant compris entre 20 000 et 29 999, le nombre de membres du conseil municipal est de 35. Jean-Sébastien Guitton, maire depuis juillet 2020, est entouré de dix adjoints. On compte par ailleurs sept conseillers municipaux délégués.

### Tendances politiques et résultats
Élection municipale de 2008
Lors de ce scrutin, la liste « Orvault 2008 » conduite par M. Joseph Parpaillon obtient la majorité absolue dès le premier tour avec 52,21 % des suffrages, ce qui lui octroie 27 sièges au conseil municipal, contre 47,79 % et 8 sièges pour la liste « Orvault c'est vous » conduite par M. François de Rugy. L'abstention atteint 34,65 %. M. Parpaillon est par la suite réélu maire pour un second mandat par le conseil municipal.
Élection municipale de 2014
La liste « Orvault rassemblé » du maire sortant Joseph Parpaillon est à nouveau reconduite dès le premier tour avec 59,66 % des voix, améliorant sensiblement son score par rapport à 2008, contre 40,33 % pour la liste « Générations solidaires pour l'avenir d'Orvault » dirigée par M. Erwan Huchet. L'abstention atteint 39,75 %. La liste Parpaillon obtient ainsi 28 sièges et la liste Huchet, 7.
Élection municipale de 2020
Cette élection se joue en deux tours. M. Jean-Sébastien Guitton, à la tête de la liste « La transition positive », arrive en première position au premier tour avec 35,23 % des suffrages exprimés, suivi des listes « L'humain au coeur de l'action » de Mme Monique Maisonneuve (32,63 %) et « Une nouvelle énergie pour Orvault » de M. Sébastien Arrouët (32,13 %). À cause de la pandémie de Covid-19, le second tour est reporté à une date ultérieure. Le 28 juin 2020, à l'issue d'une triangulaire, la liste Guitton recueille 41,75 % contre 30,73 % pour la liste Arrouët et 27,52 % pour la liste Maisonneuve.

### Liste des maires

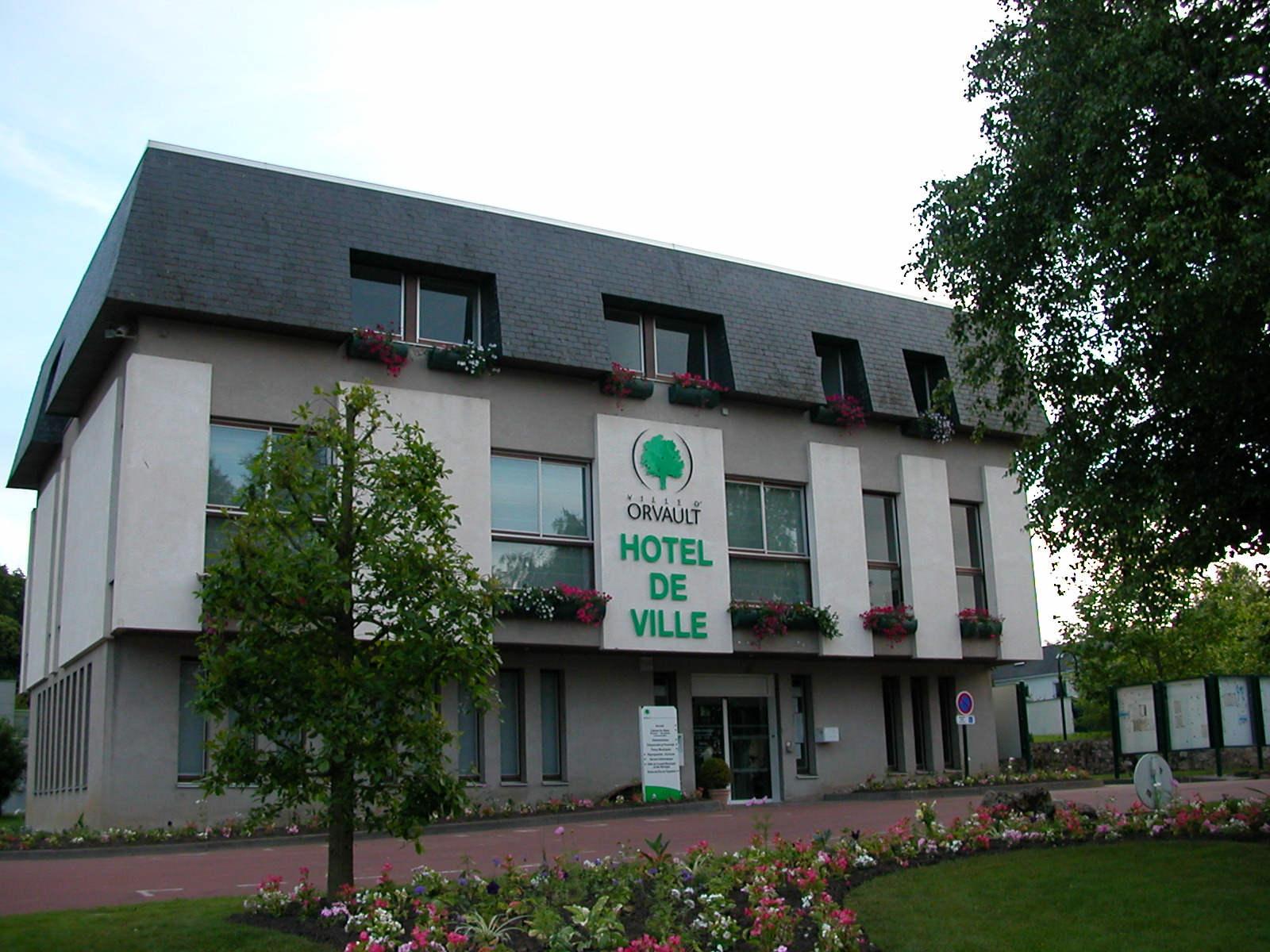
La mairie.

Depuis l'après-guerre, neuf maires se sont succédé à la tête de la commune.
| Période       | Période      | Identité                     | Étiquette             | Qualité |
| ------------- | ------------ | ---------------------------- | --------------------- | --- |
| 1945          | octobre 1947 | Thomas Kergrohen             |                       | |
| octobre 1947  | octobre 1952 | Gilbert Guillet de la Brosse | DVD                   | Agriculteur, licencié en droit Propriétaire du château du Loret Décédé en fonction |
| novembre 1952 | janvier 1967 | Hubert de la Brosse          | DVD                   | Ancien militaire (commandant) Décédé en fonction |
| mars 1967     | octobre 1974 | Marcel Deniau                | DVD                   | Minotier, ancien comptable Adjoint au maire (1965 → 1967) Démissionnaire pour raison de santé                                                                                         |
| octobre 1974  | mars 1977    | Michel Baudry                | DVD                   | Médecin généraliste puis allergologue Premier adjoint au maire (1967 → 1974) |
| mars 1977     | mars 1983    | Maurice Poujade              | PS                    | Enseignant en histoire et géographie |
| mars 1983     | mars 2001    | André Louisy                 | UDF-PR puis DL        | Cadre enseignant, professeur d'université Conseiller général d'Orvault (1982 → 1998) Député suppléant de Joseph-Henri Maujoüan du Gasset (1978 → 1986) et Monique Papon (1988 → 1997) |
| mars 2001     | juillet 2020 | Joseph Parpaillon            | UDF puis Centre droit | Cadre administratif et financier Premier adjoint au maire (1999 → 2001) Conseiller général d'Orvault (2004 → 2015) 6e vice-président de Nantes Métropole                              |
| juillet 2020  | En cours     | Jean-Sébastien Guitton       | DVG/ECO               | Vétérinaire et chercheur en épidémiologie animale 4e vice-président de Nantes Métropole (2020 → )                                                                                     |

### Politique environnementale
La municipalité a créé en 2008, dans le cadre des actions de l'Agenda 21, le « Conseil de développement durable ». Constitué de 25 membres, il a pour mission suivre la mise en œuvre des actions de l'Agenda 21, et la recherche d'actions à mener pour favoriser le développement durable. Plusieurs actions sont menées, dans le domaine de l'économie d'énergie, dans le cadre de sensibilisations, etc.
Nantes Métropole, gestionnaire de la collecte et du tri des déchets, mène une politique globale de l'environnement sur l'agglomération, qui apparaît notamment dans le Plan local d'urbanisme.

### Finances locales et budget
| Taxe                                                | Taux appliqué (part communale) | Recettes dégagées en € |
| --------------------------------------------------- | ------------------------------ | ---------------------- |
| Taxe d'habitation (TH)                              | 25,58 %                        | 8 016 000              |
| Taxe foncière sur les propriétés bâties (TFPB)      | 19,00 %                        | 5 760 000              |
| Taxe foncière sur les propriétés non bâties (TFPNB) | 53,63 %                        | 88 000                 |

| Évolution de l'endettement (en milliers d’€) | Évolution des dépenses d’équipement (en milliers d’€) |

### Jumelages
| \| Orvault Tredegar Heusweiler \| Localisation d'Orvault, Tredegar et Heusweiler. |
| Orvault Tredegar Heusweiler                                                       |

Orvault est jumelée avec, :
- Tredegar (Royaume-Uni) depuis 1979
- Heusweiler (Allemagne) depuis 1988

Depuis 1991, les relations internationales de la mairie avec les villes jumelles Tredegar et Heusweiler sont prises en charge par une association, le Comité de jumelage d'Orvault. En mai 1978, le Tredegar Orpheus Male voice choir vient se produire à Nantes, et des Orvaltais nouent des relations personnelles avec ces chanteurs gallois. Très vite, en 1979, un accord de jumelage est signé. Dès 1982, la mairie d'Orvault émet le souhait de conclure un jumelage avec une ville allemande. Des Orvaltais ayant découvert Heusweiler par hasard. Les premiers échanges ont lieu en 1987. En 1998, à l'occasion du 10e anniversaire du jumelage, un wagonnet de mine en provenance de la cité allemande a été placé à Orvault, près de la place d'Heusweiler.
La ville a formalisé également des relations d'amitiés avec, :
- Târgoviste (Roumanie) depuis 2002
- Kindia (Guinée) depuis 2004
- Sô-Ava (Bénin) depuis 2007

## Population et société

### Démographie
Selon le classement établi par l'Insee, Orvault fait partie de l'aire urbaine, de l'unité urbaine, de la zone d'emploi et du bassin de vie de Nantes. Toujours selon l'Insee, en 2010, la répartition de la population sur le territoire de la commune était considérée comme « dense » : 63 % des habitants résidaient dans des zones « denses », 32 % dans des zones « intermédiaires » et 6 % dans des zones « peu denses ».

#### Évolution démographique
L'évolution du nombre d'habitants est connue à travers les recensements de la population effectués dans la commune depuis 1793. Pour les communes de plus de 10 000 habitants les recensements ont lieu chaque année à la suite d'une enquête par sondage auprès d'un échantillon d'adresses représentant 8 % de leurs logements, contrairement aux autres communes qui ont un recensement réel tous les cinq ans,.

En 2022, la commune comptait 28 341 habitants, en évolution de +9,29 % par rapport à 2016 (Loire-Atlantique : +6,68 %, France hors Mayotte : +2,11 %).
| 1793  | 1800  | 1806  | 1821  | 1831  | 1836  | 1841  | 1846  | 1851  |
| ----- | ----- | ----- | ----- | ----- | ----- | ----- | ----- | ----- |
| 1 816 | 1 659 | 1 920 | 1 952 | 1 845 | 1 983 | 2 073 | 2 142 | 2 173 |

| 1856  | 1861  | 1866  | 1872  | 1876  | 1881  | 1886  | 1891  | 1896  |
| ----- | ----- | ----- | ----- | ----- | ----- | ----- | ----- | ----- |
| 2 130 | 2 163 | 2 196 | 2 125 | 2 118 | 1 984 | 2 010 | 1 960 | 1 870 |

| 1901  | 1906  | 1911  | 1921  | 1926  | 1931  | 1936  | 1946  | 1954  |
| ----- | ----- | ----- | ----- | ----- | ----- | ----- | ----- | ----- |
| 1 828 | 1 832 | 1 875 | 1 885 | 2 244 | 2 732 | 2 924 | 3 681 | 3 238 |

| 1962  | 1968   | 1975   | 1982   | 1990   | 1999   | 2006   | 2011   | 2016   |
| ----- | ------ | ------ | ------ | ------ | ------ | ------ | ------ | ------ |
| 6 592 | 13 510 | 20 239 | 23 245 | 23 115 | 23 550 | 24 218 | 24 556 | 25 931 |

| 2021   | 2022   | - | - | - | - | - | - | - |
| ------ | ------ | - | - | - | - | - | - | - |
| 27 872 | 28 341 | - | - | - | - | - | - | - |

#### Pyramide des âges
La population de la commune est relativement jeune.
En 2018, le taux de personnes d'un âge inférieur à 30 ans s'élève à 35,8 %, soit en dessous de la moyenne départementale (37,3 %). À l'inverse, le taux de personnes d'âge supérieur à 60 ans est de 26,9 % la même année, alors qu'il est de 23,8 % au niveau départemental.
En 2018, la commune comptait 12 967 hommes pour 13 957 femmes, soit un taux de 51,84 % de femmes, légèrement supérieur au taux départemental (51,42 %).
Les pyramides des âges de la commune et du département s'établissent comme suit.
| Hommes | Classe d’âge | Femmes |
| ------ | ------------ | ------ |
| 0,5    | 90 ou +      | 1,4    |
| 7,4    | 75-89 ans    | 10,9   |
| 15,8   | 60-74 ans    | 17,6   |
| 19,5   | 45-59 ans    | 19,0   |
| 18,1   | 30-44 ans    | 18,0   |
| 18,5   | 15-29 ans    | 15,8   |
| 20,2   | 0-14 ans     | 17,3   |

| Hommes | Classe d’âge | Femmes |
| ------ | ------------ | ------ |
| 0,6    | 90 ou +      | 1,8    |
| 6      | 75-89 ans    | 8,6    |
| 15,1   | 60-74 ans    | 16,4   |
| 19,4   | 45-59 ans    | 18,8   |
| 20,1   | 30-44 ans    | 19,3   |
| 19,2   | 15-29 ans    | 17,4   |
| 19,5   | 0-14 ans     | 17,6   |

### Équipements
La commune s'est dotée en 2006 de l'Odyssée, bâtiment comprenant une salle de spectacle et une salle de réception, chacune d'une capacité de 500 places, permettant d'accueillir des spectacles, des conférences ou des évènements festifs. En outre, les Orvaltais peuvent accéder à une école municipale de musique, au théâtre de la Gobinière, à un réseau de lecture publique composé d'une médiathèque, Ormédo, et deux bibliothèques municipales, ainsi qu'à une bibliothèque associative.

### Enseignement
La commune dépend de l'académie de Nantes.
Au 1er janvier 2012, Orvault compte huit groupes scolaires, dont une école privée. Chaque établissement propose une école maternelle et une école élémentaire. Ces établissements ont pour nom Vieux-Chêne, Pont-Marchand, Bois-Saint-Louis, La Salentine, Bois-Raguenet, La Ferrière, Émile-Gibier et Saint-Joseph (privé).
La ville héberge également deux établissements d'enseignement secondaire : le collège Jean-Rostand et le lycée Nicolas-Appert.

### Manifestations culturelles et festivités
Une saison culturelle est programmée dans les salles du théâtre de la Gobinière et de l'Odyssée.

### Santé
Le centre hospitalier le plus proche, l'hôpital Guillaume-et-René-Laennec, se situe à Saint-Herblain. Le plan local d'urbanisme de 2007 relève que, selon les chiffres de l'inventaire communal de 1998 de l'Insee, Orvault était convenablement dotée en dentistes, infirmiers, médecins généralistes et pharmacies, relativement à sa taille.

### Sports

#### Équipements
Le complexe sportif de la Bugallière comporte un gymnase, un mur d'escalade intérieur, un terrain de football synthétique, un plateau multisports et deux salles de musculation. À La Cholière, le complexe sportif Roger-Piccaud dispose d'une piscine, de trois terrains de football dont un synthétique, de sept courts de tennis dont quatre couverts, d'une aire de tir à l'arc, d'une piste d'athlétisme et d'un espace roller, et a à disposition le gymnase du lycée Nicolas Appert, rénové en 2015. À La Ferrière, on trouve un gymnase, une salle multi-activités, une salle spécialisée en gymnastique et un plateau sportif extérieur. À La Frébaudière, sont accessibles : une salle polyvalente, une salle omnisports, deux courts de tennis extérieurs, un terrain de basket extérieur et un skate-park. L'espace sportif de La Mulonnière présente deux courts de tennis extérieurs et un mini terrain de football engazonné. Autour du gymnase du Bois-Raguenet sont situés deux courts de tennis extérieurs synthétiques aspect terre battue, un mini terrain de football extérieur, un gymnase et un espace roller. Deux salles de sports se trouvent au Petit-Chantilly, ainsi qu'un terrain de pétanque. Le stade de Gagné comprend trois terrains de football, dont un synthétique,.
Dans le parc du château de la Tour, un parcours d'orientation est aménagé depuis 2003. Doté de 20 circuits balisés, il permet la pratique de la course d'orientation.

#### Manifestations sportives
La vie sportive de la ville est animée par 36 associations. La mairie gère un réseau d'ateliers de pratique du sport pour les enfants âgés de 5 à 7 ans, réseau appelé École municipale des sports. Depuis 1999, la ville accueille aussi le Tournoi mini mondial Orvault sport de football qui réunit 120 équipes de catégories U11 locales, régionales et internationales.

### Médias
La presse écrite locale est dominée par le groupe Ouest-France et ses éditions Ouest-France et Presse-Océan. Limitrophe de Nantes, Orvault bénéficie de la même offre de radio et télévision que celle de Nantes.

### Cultes
Les églises Saint-Léger et Sainte-Bernadette sont destinées à la pratique de la religion catholique. Le territoire de la commune fait intégralement partie de la paroisse Sainte-Bernadette-et-Saint-Léger d'Orvault, dans la zone pastorale Nantes-Nord, qui dépend du diocèse de Nantes (province ecclésiastique de Rennes).

## Économie

### Revenus de la population et fiscalité
En 2010, le revenu fiscal médian par ménage était de 33 209 €, ce qui plaçait Orvault au 8 885e rang parmi les 31 525 communes de plus de 39 ménages en métropole.

### Emploi
En 2009, les Orvaltais ayant entre 15 et 64 ans étaient 15 892. Les actifs ayant un emploi représentaient 64,6 % de cette population, les retraités en représentaient 10,9 %, les chômeurs 5,7 %, tandis que 6,5 % des habitants d'Orvault étaient considérés comme « autres inactifs ». Enfin la population estudiantine représentait 12,3 % de la population de la commune.
La même année l'Insee recense un taux de chômage de 7,9 % pour la commune contre 9,5 % pour le département.
|                        | Agriculture | Industrie | Construction | Commerce, transport, services | Administration, santé, enseignement, social |
| Orvault                | 0,5 %       | 12,2 %    | 5,6 %        | 59,4 %                        | 22,2 %                                      |
| Moyenne départementale | 2,7 %       | 14,4 %    | 7,5 %        | 46,4 %                        | 29,0 %                                      |

|                        | Agriculteurs | Artisans, commerçants, chefs d'entreprise | Cadres, professions intellectuelles | Professions intermédiaires | Employés | Ouvriers |
| Orvault                | 0,2 %        | 4,0 %                                     | 19,7 %                              | 29,0 %                     | 31,0 %   | 16,1 %   |
| Moyenne départementale | 1,7 %        | 5,4 %                                     | 15,6 %                              | 26,3 %                     | 27,6 %   | 23,4 %   |

### Entreprises et commerces
Orvault présente plusieurs espaces économiques spécialisés :
- l'ensemble route de Vannes/ZAC du Forum d’Orvault/zone Espérance-le Croisy/les Antons regroupe des activités commerciales et de services à l’échelle de l’agglomération ;
- le Cardo-la Conraie est pôle commercial d’échelle intercommunale, plus récent que le précédent, marqué par la présence d'un hypermarché d'un grand distributeur national ; le site est desservi par la ligne 2 du tramway ;
- la ZAC de la Pentecôte, destinée à l’artisanat, les PME et PMI ;
- la ZAC du Mail, sur la route départementale à l'Est du bourg, a une destination tertiaire et généraliste ;
- la ZAC du Bois Cesbron, près de la porte d'Orvault du périphérique, accueille des entreprises et commerces, et également des équipements publics, à l'image de la salle de spectacles « L’Odyssée » ;
- la ZAC de la Jalière, le long de la route de Rennes, est destinée à l’accueil d’activités tertiaire.

Le centre de tri du courrier de Nantes se trouve à Orvault (Nantes Orvault CTC).

### Agriculture
En 2004, l'agriculture en toujours considérée comme dynamique dans la commune. Son activité occupe 35 % de l’espace communal, dans un espace concentré au nord. Toujours en 2004, environ 1 000 hectares sont mis en valeur, dont 880 hectares par des exploitations basées sur la commune, et qui bénéficie de la présence d'une coopérative d'utilisation de matériel agricole (CUMA). Le territoire rural de la ville ne comporte quasiment aucune friche, signe du dynamisme agricole. En 2004, l'activité laitière est dominante. La commune compte 15 exploitations, qui font travailler 27 chefs d'exploitation (dont la moyenne d'âge est assez basse, 40 ans). Le secteur agricole est menacé par la pression foncière due à l'accroissement urbain de la métropole nantaise.

## Culture locale et patrimoine
Le groupe Nantais Tri Yann évoque la ville tout au long de sa chanson La Ville que j'ai tant aimée. En 1970, Jean Chocun, Jean-Paul Corbineau et Jean-Louis Jossic (Tri Yann, les trois Jean) sont très actifs au sein du Cercle celtique d'Orvault.
La ville comporte aussi un bagad.

### Patrimoine architectural

#### Patrimoine civil
La construction la plus ancienne se trouve au niveau du pont de la Magodière. Il s'agit des vestiges d'une voie datant du néolithique, remise en état à l'époque gallo-romaine. De la période « romaine » subsiste également une borne milliaire, sur laquelle a été scellée une croix chrétienne. Cet assemblage est appelé la « Galoche de Gargantua ».
Le château de La Tour a été construit au XIIe siècle, puis modifié aux XIVe et XVIe siècles. Il est rebâti après 1900 par le vicomte de Sécillon dans un style néogothique. Fait de granit, son aspect est fortement marqué par cette reconstruction du XXe siècle. La chapelle du château est construite au début du XVe siècle pour le prévôt de Nantes René Péro et son épouse Jehanne Pastourel. Ceux-ci figurent sur un vitrail du chevet de l'édifice, façonné au XVIe siècle, qui présente deux scènes : le Calvaire et la Déposition de la Croix. Ce vitrail est inscrit au titre objet des monuments historiques en 1988.
Le château de la Morlière est un manoir du XVIIIe siècle, inscrit au titre des monuments historiques en 2011.
Le château de la Gobinière a été bâti en 1872. Ses commanditaires sont des propriétaires dans l'industrie nantaise de la tannerie. En 1923, le domaine est cédé à une première congrégation catholique (les sœurs dominicaines contemplatives), qui laissent en 1951 la place à une seconde, les « sœurs de la Retraite ». Le diocèse de Nantes vend le château à la ville d'Orvault en 1976, alors que le maire est Michel Baudry. Le château est entouré d'un parc, baptisé aujourd'hui parc Michel-Baudry. Une salle de spectacle municipale, le « théâtre de la Gobinière », a été installée dans ses communs.
En 2006, la ville a inauguré L'Odyssée, une salle de spectacle conçue par l'architecte Michel Pacteau. Celui-ci a intégré le bâtiment dans le cadre du parc du Bois-Cesbron. L'intérieur de la salle est inspiré du théâtre élisabéthain : le public est installé en cercle, et la scène s'ouvre sur trois côtés. En 2013, L'Odyssée bénéficie d'une extension technique, et une nouvelle salle est ouverte à proximité, La Canopée.

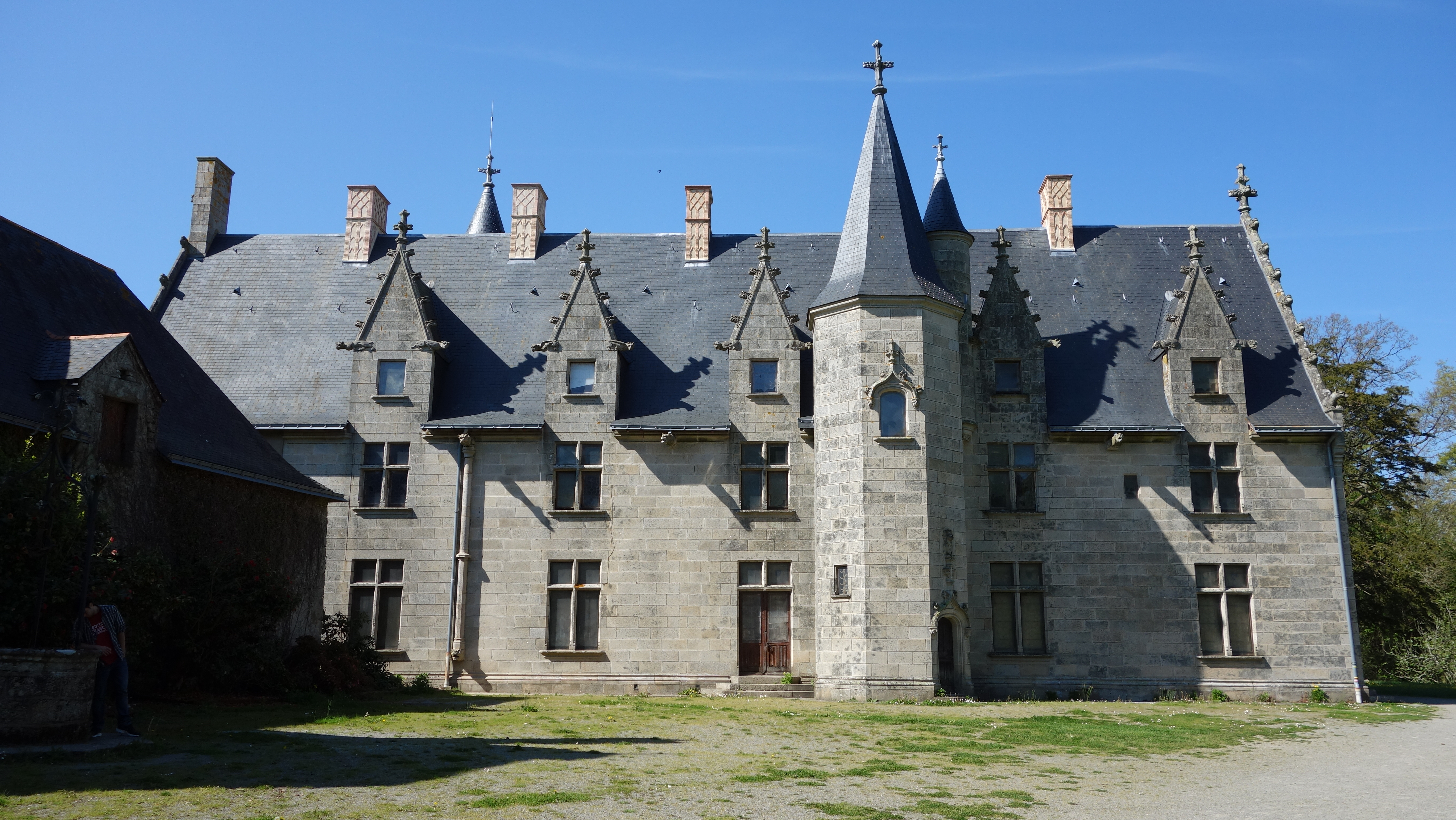
Château de la Tour.
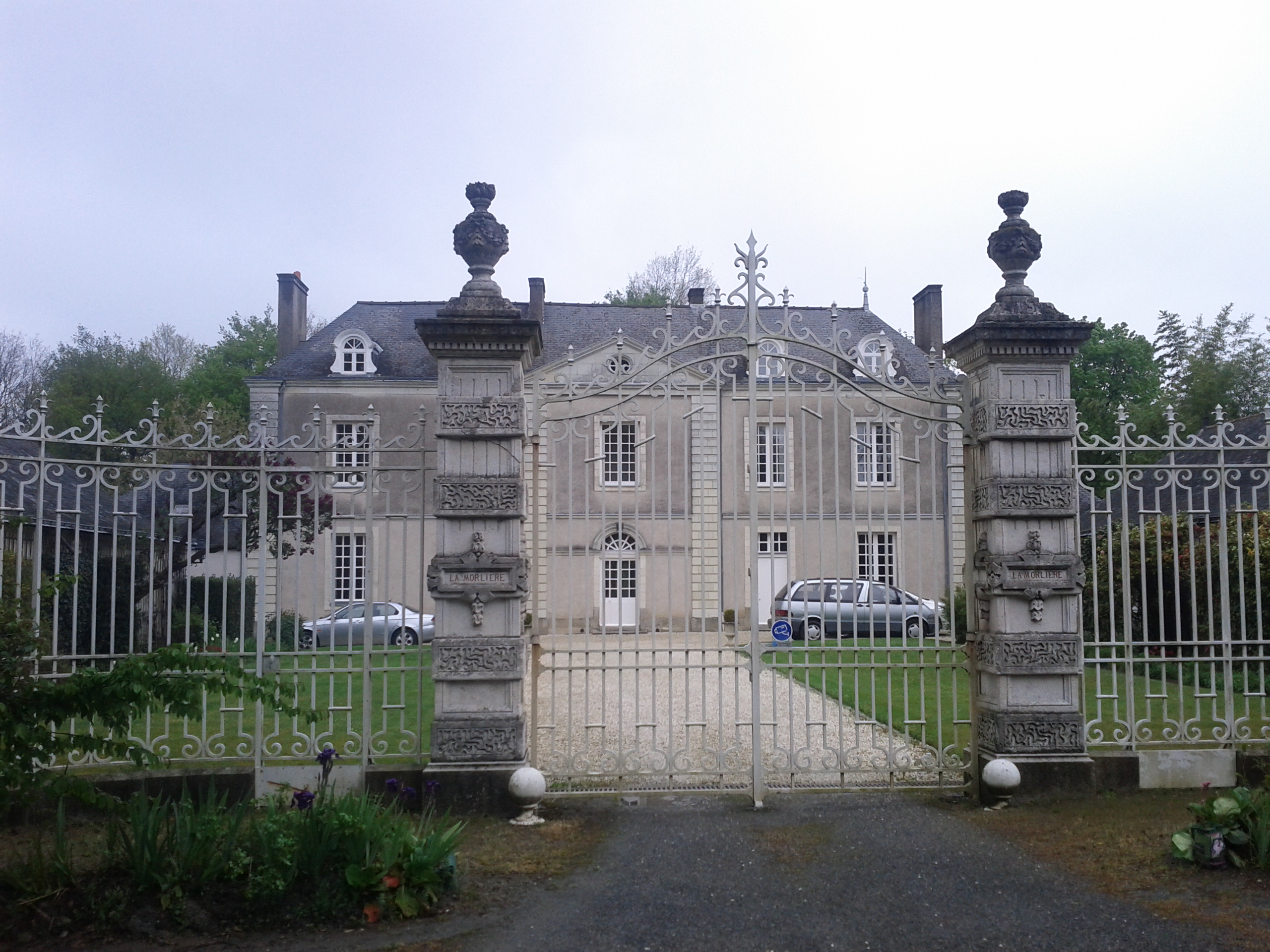
Château de la Morlière.
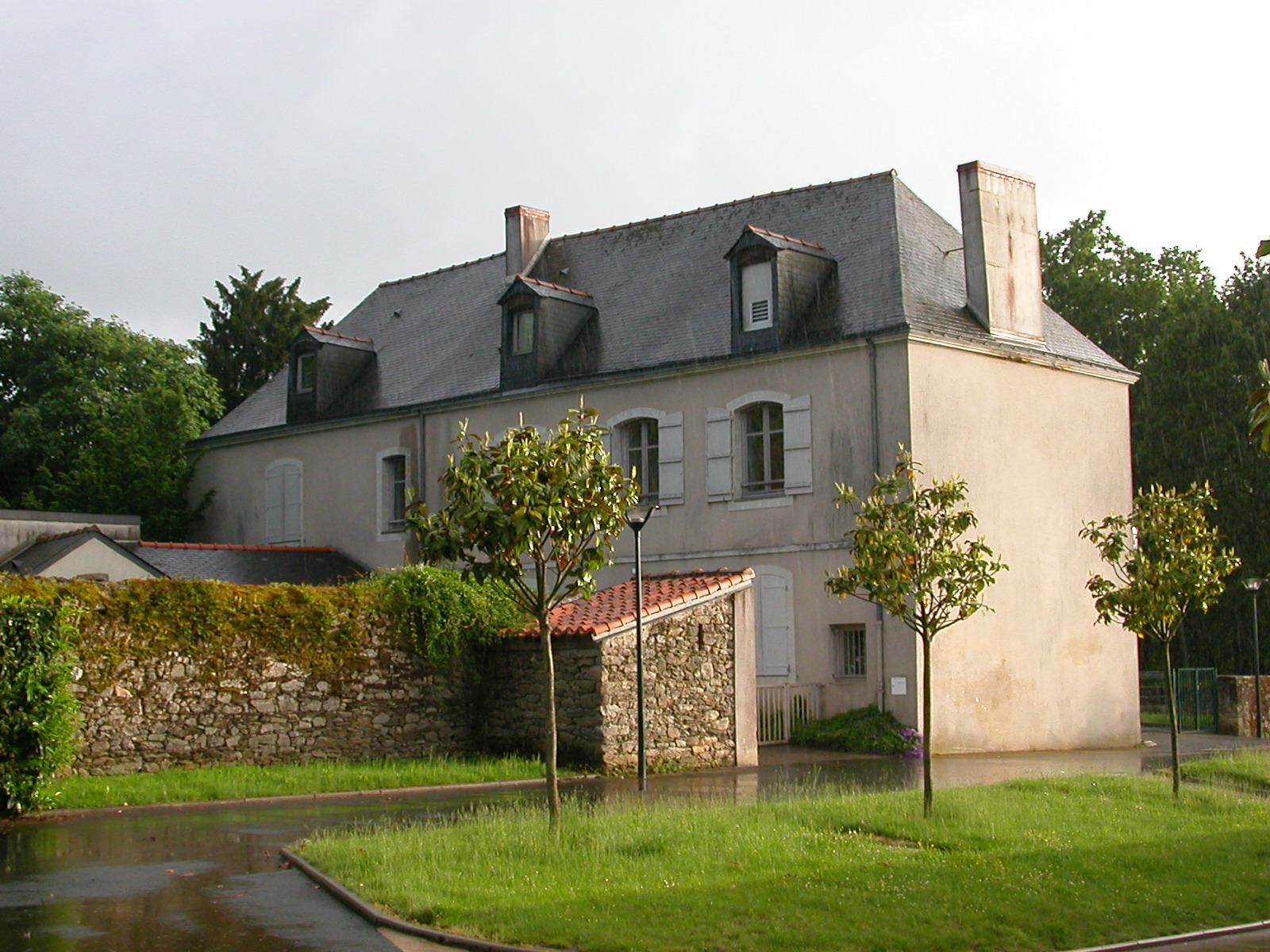
La ferme Poisson au cœur du quartier du Bois-Raguenet.
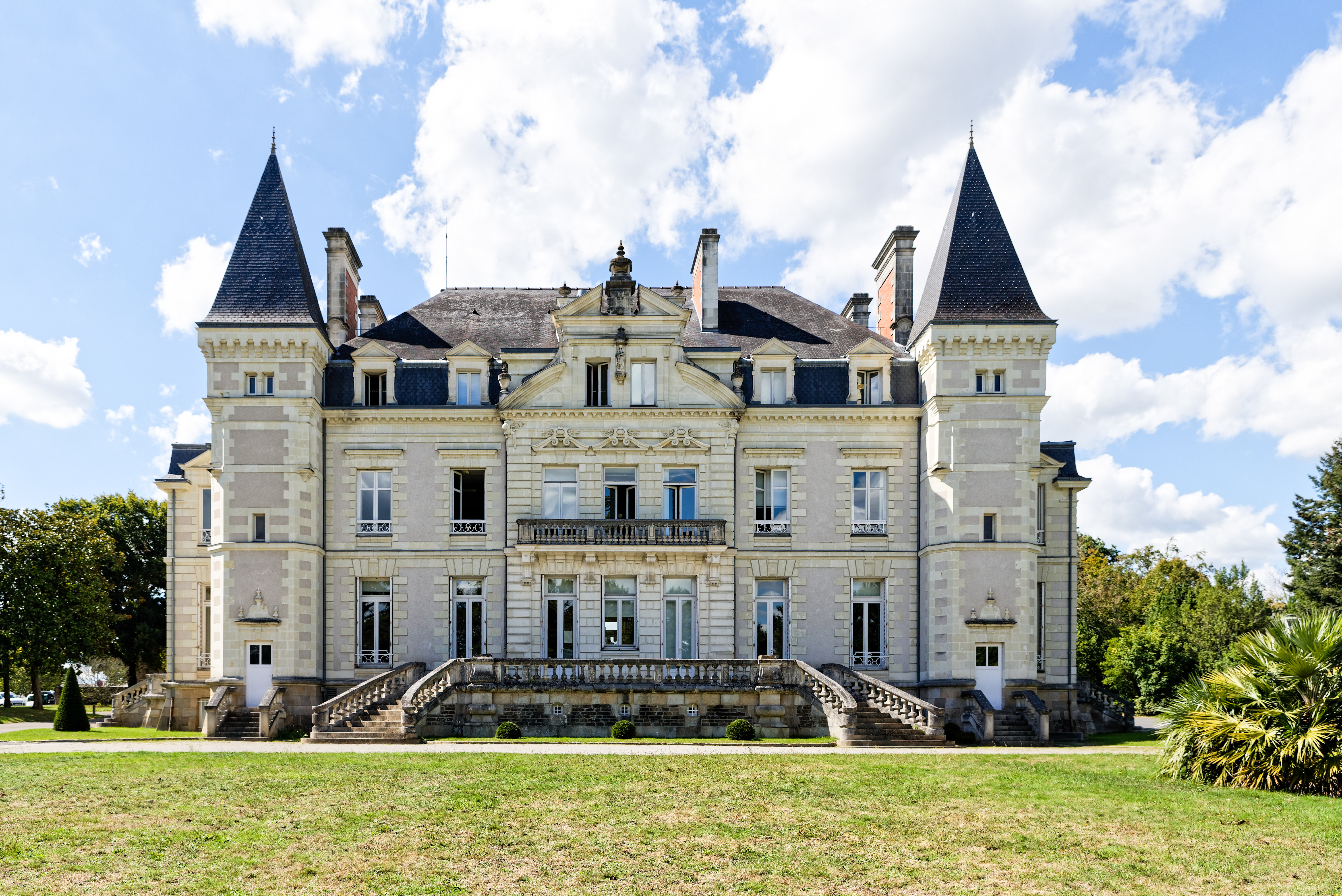
Château de la Gobinière
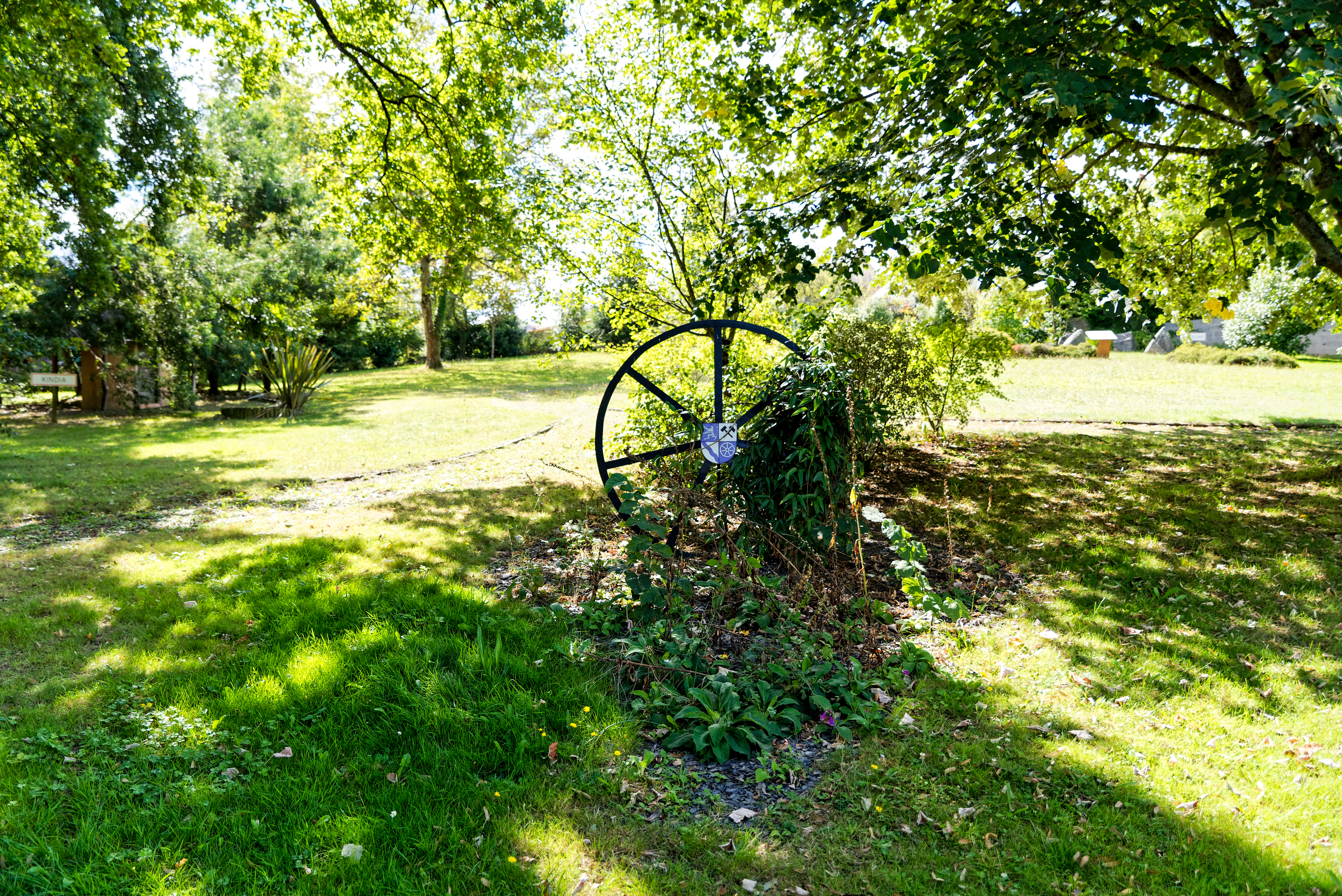
Parc Michel-Baudry

#### Patrimoine religieux
- L'église Saint-Léger construite dans le bourg, à la fin du XIXe siècle par l'architecte François Bougoüin, est l'église paroissiale.
- L'église Sainte-Bernadette d'Orvault.
- La chapelle du château de La Tour date du XVe siècle. Un de ses vitraux est inscrit au titre « objet » des monuments historiques[F 5]. Une autre chapelle, datant de 1857, est consacrée à Notre-Dame des Anges, dont une statuette datant de 1436 est placée au-dessus de l'autel. Cette statuette avait été installée à la création de la chapelle d'origine, à la place de laquelle l'édifice actuel a été construit[F 6].
- Le calvaire, baptisé « le Grand calvaire ». conçut par l'architecte Henri Gelée en 1877, représentant un Y ou est incluse une chapelle dont le toit est une terrasse à balustrade, où une croix est dressée. Pour accéder à cette terrasse, deux escaliers monumentaux latéraux forment deux arches[F 4].

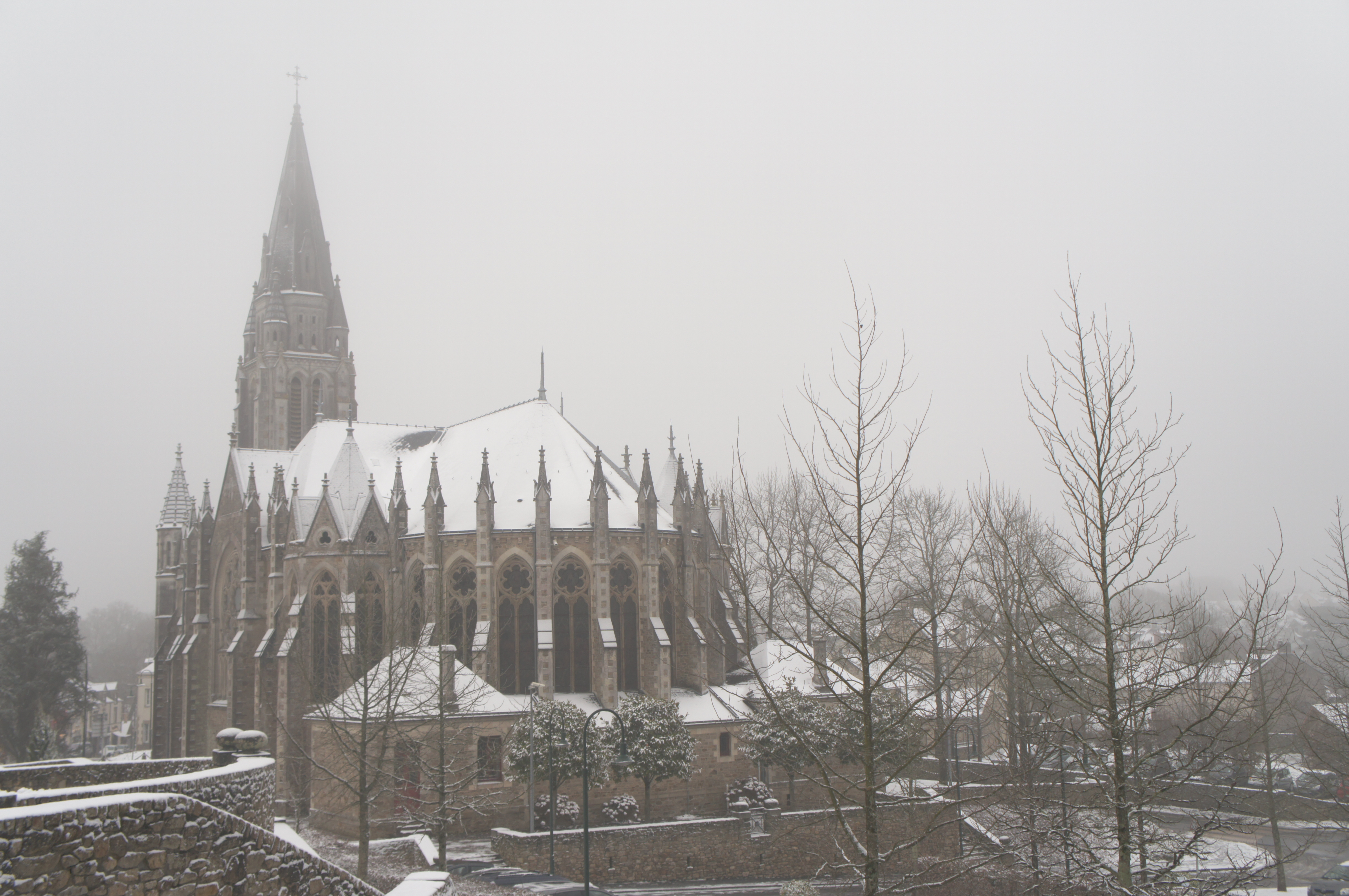
L'église Saint Léger sous la neige.
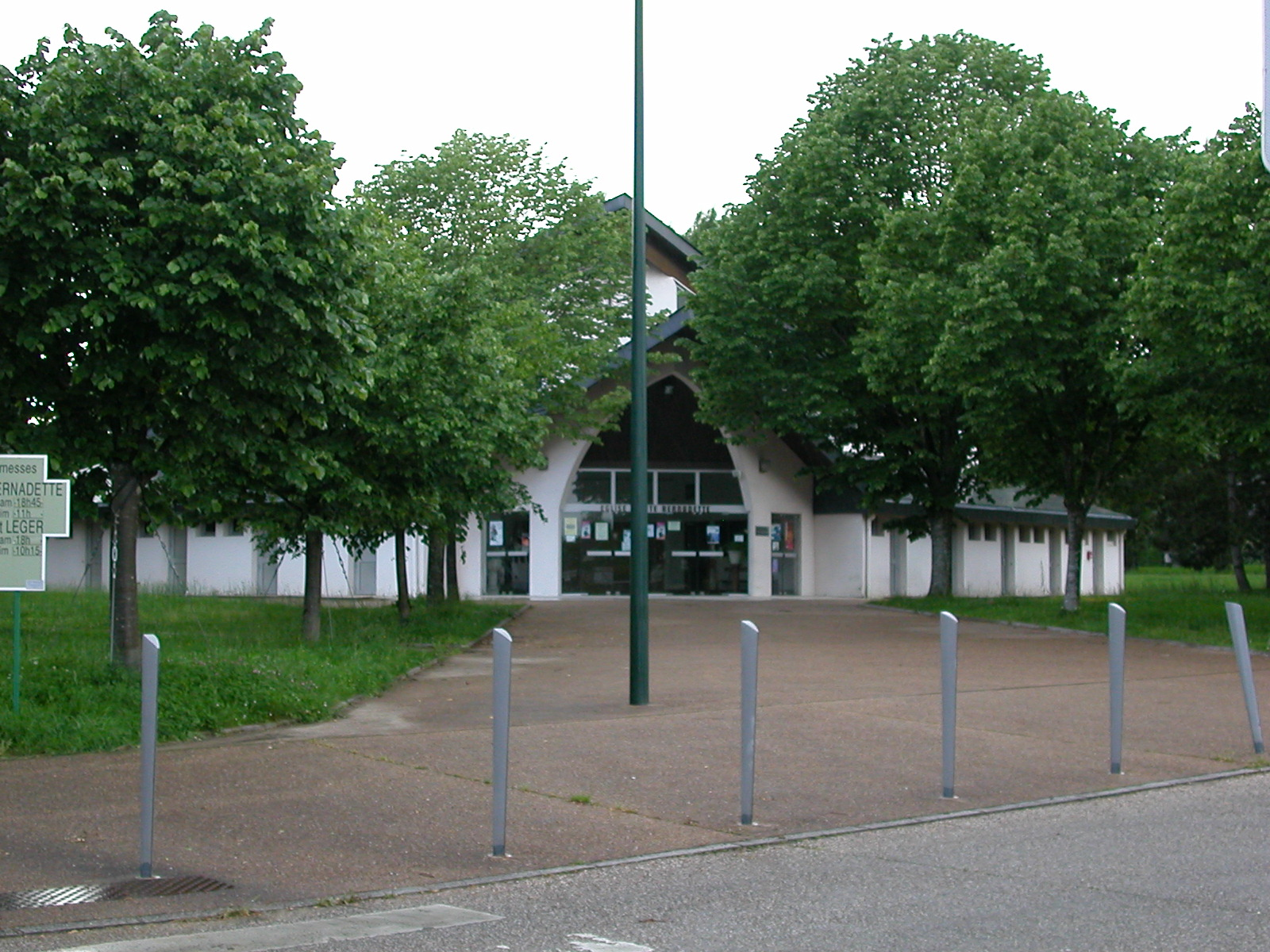
Église Sainte-Bernadette (quartier du Petit-Chantilly).
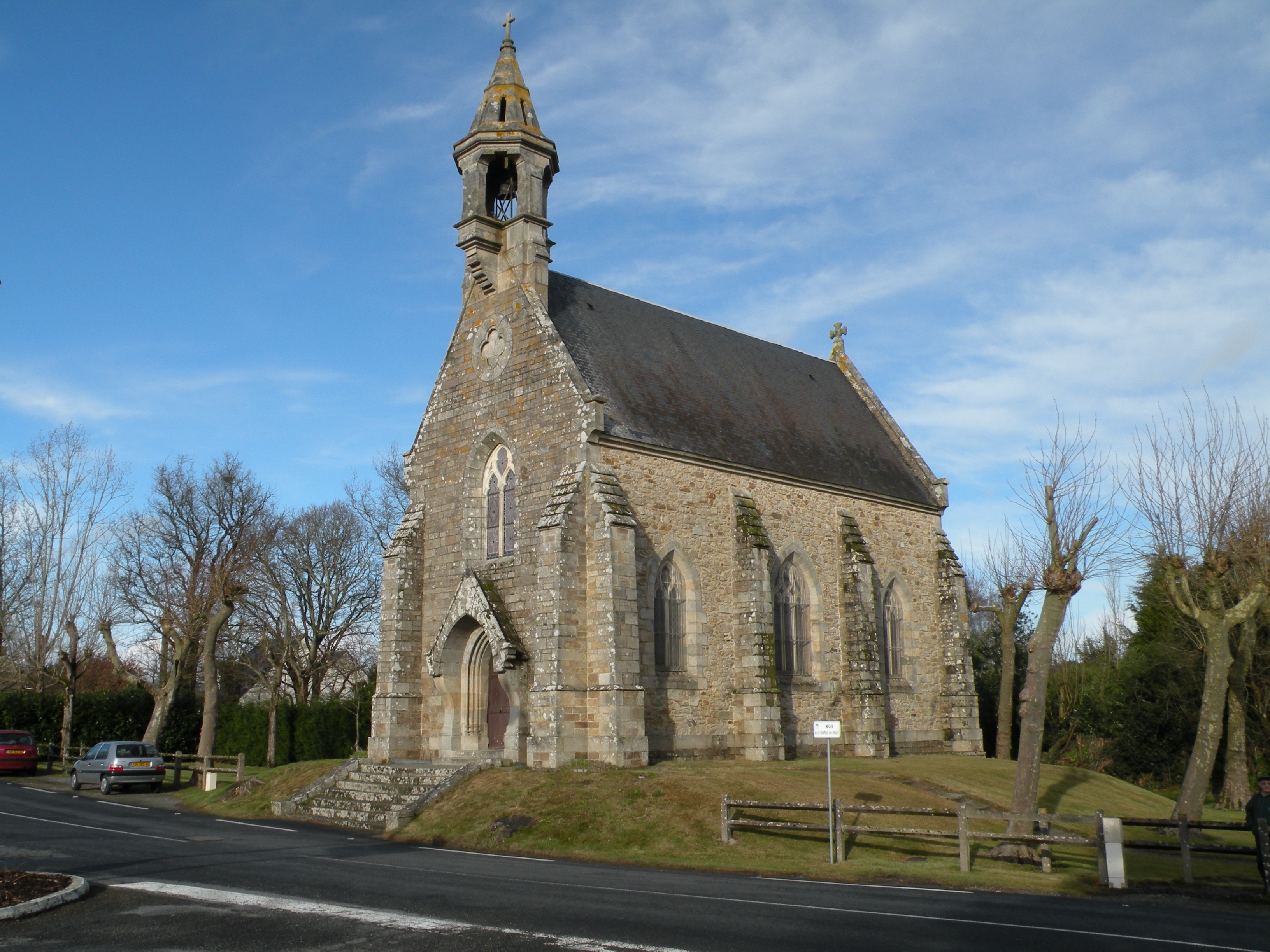
La chapelle des Anges au nord du bourg.
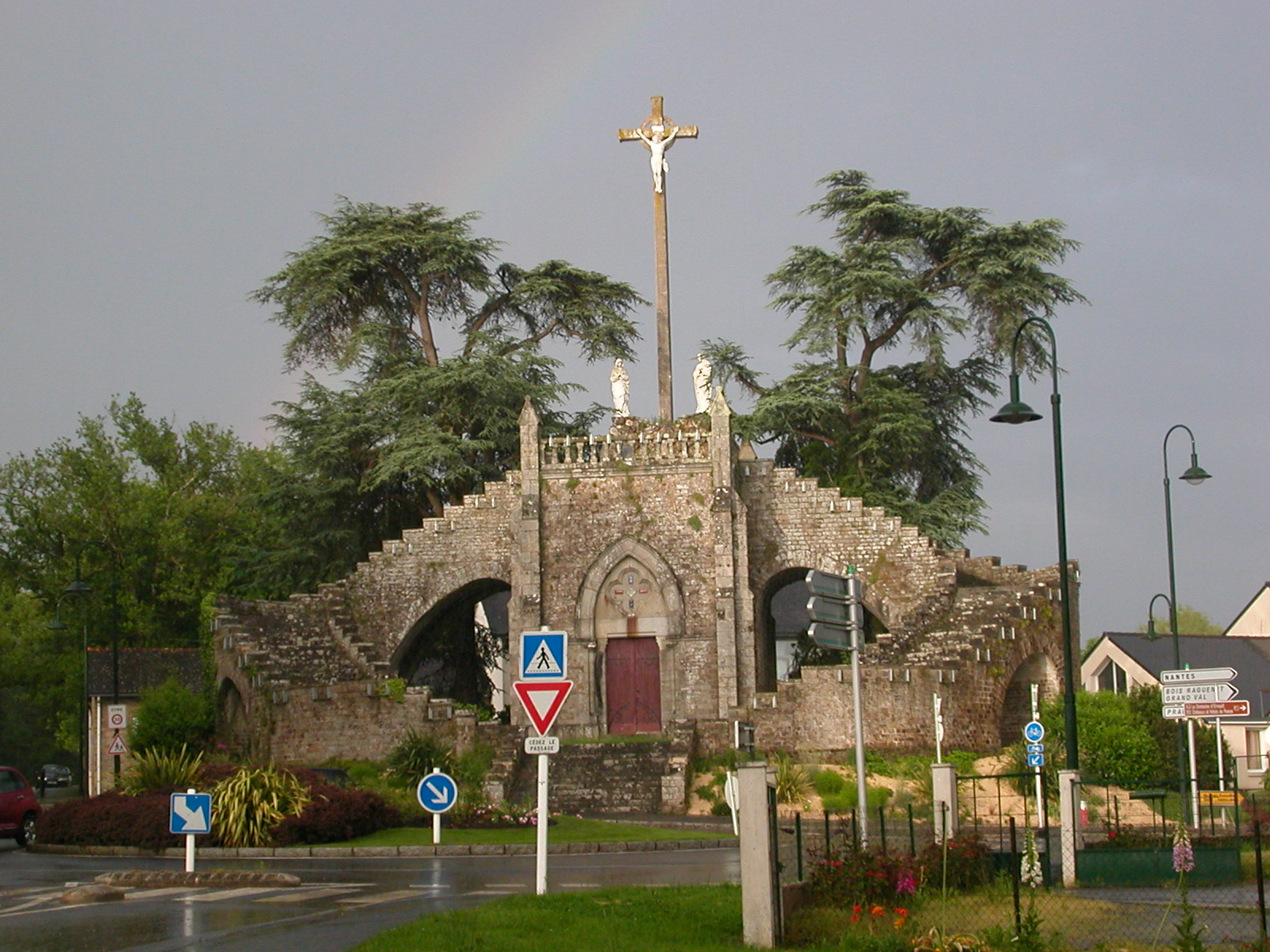
Le monumental calvaire du bourg.

### Patrimoine naturel

#### Zones protégées
Orvault n'est concernée par aucune zone Natura 2000.
Une zone de préemption, située le long de la vallée du Cens et dans le secteur du Château de la Tour, a été définie lors du conseil municipal du 27 septembre 1993, et lors de délibérations du conseil général de la Loire-Atlantique du 7 octobre 1994 et du 30 mars 1995.
La vallée du Cens est également protégée par une ZNIEFF depuis 1984. Il s'agit de la seule zone de la commune d'Orvault bénéficiant d'une protection de ce type. La vallée présente une végétation qui a conservé une certaine diversité, malgré les aménagements progressifs. La flore est en partie composée de plusieurs plantes rares. Un mammifère insectivore inhabituel dans la région est également présent sur le site, de même que des odonates variées, parfois rares, dont une protégée au niveau national.

#### Parcs et espaces verts
Le parc du Bois-de-l'Avenir est situé près du bourg, au confluent du Cens et de la Rousselière. Cet espace vert couvrant environ deux hectares a été aménagé en 2000. Le nombre d'arbres plantés correspond au nombre de naissances orvaltaises cette année-là. Chacun des arbres (plus de 250 au total) est référencé par son nom en botanique et par celui d'un enfant. Trente espèces d'arbre sont représentées dans le parc, qui abrite également une sculpture métallique de Serge Sagan.
Autour du château de la Gobinière s'étend un parc, baptisé parc Michel-Baudry (celui-ci, en 1976, alors qu'il est maire d'Orvault, décide l'achat de la propriété par la ville). Cet espace vert couvre sept hectares.
On retrouve aussi un parc au Bois Raguenet qui occupe le centre de ce quartier.

### Langues
En juin 2025, la municipalité adhère à la charte « Ya d’ar brezhoneg » pour la promotion et le développement de la langue bretonne.

### Emblèmes

#### Héraldique
| Orvault | De sable à la bande d'argent coticée d'or, au filet ondé d'argent brochant en pointe et au comble d'or. Le champ, la bande et les cotices sont des armes des sires d'Orvault, issus des Quatre-Barbes. Le filet ondé évoque la rivière le Cens. Le comble est une surbrisure. Blason conçu par l'héraldiste Michel Pressensé (délibération municipale du 4 juillet 1966). |

#### Devise
La commune n'est pas dotée d'une devise.

### Personnalités liées à la commune
- Jean Victor Tharreau, général de la Révolution et de l'Empire, est enterré à Orvault.
- José Arribas, entraîneur du F.C. Nantes, y est enterré aussi.
- Claude-Antoine Peccot, mathématicien français, est également enterré à Orvault.